# TODO
Los archivos TODO son pequeños documentos (generalmente de texto plano) que contienen información acerca de funcionalidades y características aún no implementadas en un programa informático o algún otro tipo de proyecto.
Según la disponibilidad de tiempo y de recursos será probable que aparezcan en versiones futuras del programa, o en revisiones del proyecto.
Su nombre viene del inglés por To do ("por hacer").
- Datos: Q11704193